# Cyphonisia rastellata
Espèce
Cyphonisia rastellata est une espèce d'araignées mygalomorphes de la famille des Barychelidae.

## Distribution
Cette espèce se rencontre en Afrique de l'Est.

## Description
La femelle holotype mesure 18,5 mm.

## Publication originale
- Strand, 1907 : Vorläufige Diagnosen afrikanischer und südamerikanischer Spinnen. Zoologischer Anzeiger, vol. 31, p. 525-558 (texte intégral).